# Henricus Albicastro
Henricus Albicastro (ca.1660-Maastricht, 26 de enero de 1730), nombre por el que era conocido Heinrich Weissenburg von Biswang, fue un violinista y compositor suizo de finales del siglo XVII y principios del XVIII.

## Vida
En 1686 estaba matriculado en la Universidad de Leiden. Tomó parte en la Guerra de Sucesión Española (1701-1713).

## Obra
- Sonatas - 2 violines y bajo continuo, op. 1, 4 y 8.
- Sonatas - violín y bajo continuo, op. 2, 3, 5 y 6.
- Concerti a 4 - op. 7.
- Coelestes angelici chori - cantata para soprano, cuerda y bajo continuo.